# Zemský okres Lörrach
Zemský okres Lörrach (německy Landkreis Lörrach) je zemský okres v německé spolkové zemi Bádensko-Württembersko, ve vládním obvodu Freiburg. Sídlem správy zemského okresu je město Lörrach. Má přibližně 221 tisíc obyvatel. 

## Města a obce
Města:
1. Kandern
2. Lörrach
3. Rheinfelden
4. Schönau im Schwarzwald
5. Schopfheim
6. Todtnau
7. Weil am Rhein
8. Zell im Wiesental

Obce:
1. Aitern
2. Bad Bellingen
3. Binzen
4. Böllen
5. Efringen-Kirchen
6. Eimeldingen
7. Fischingen
8. Fröhnd
9. Grenzach-Wyhlen
10. Häg-Ehrsberg
11. Hasel
12. Hausen im Wiesental
13. Inzlingen
14. Kleines Wiesental
15. Malsburg-Marzell
16. Maulburg
17. Rümmingen
18. Schallbach
19. Schliengen
20. Schönenberg
21. Schwörstadt
22. Steinen
23. Tunau
24. Utzenfeld
25. Wembach
26. Wieden
27. Wittlingen